# 愛情中毒
《愛情中毒》（韓語：러브홀릭）是韓國KBS電視台於2005年5月至6月期間播放的月火迷你連續劇，由安七炫（Kangta）、金玟善、李善均、劉仁英等演出。台灣同步跟播的平台 myVideo （页面存档备份，存于）、CHOCOLABS等。

## 劇情介紹
李粟珠是一個中學教師，有一個當檢察官的男朋友金泰賢，但她卻愛上了她的學生徐江旭。有一次，粟珠錯手殺死了經常欺負江旭的學生，在那一瞬間，粟珠因嗜眠症昏睡過去，忘記了殺人的經過，深愛著粟珠的江旭代替她認罪，並被判入教導所。5年後，從教導所出來的江旭再次遇上粟珠，粟珠殺人的記憶被喚起來，儘管粟珠已經與泰賢訂婚，但她仍想回到江旭的身邊，補償他失去的5年人生......

## 演員表
- 安七炫 飾 徐江旭
- 金玟善 飾 李栗珠
- 李善均 飾 金泰賢
- 柳仁英 飾 尹紫京

## 外部連結
- 本劇韓國KBS官方網站 （页面存档备份，存于） 

| KBS 2TV 月火劇                          | KBS 2TV 月火劇                             | KBS 2TV 月火劇 |
| --------------------------------------- | ------------------------------------------ | -------------- |
|                                         | 愛情中毒 （2005年5月2日 - 2005年6月21日）  |                |
| 18．29 （2005年3月7日 - 2005年4月26日） | 她回來了 （2005年6月27日 - 2005年8月16日） |                |